# Ceratina muelleri
Ceratina muelleri (лат.) — вид пчёл рода Ceratina из семейства Apidae (Xylocopinae).

## Распространение
Южная Америка: Аргентина, Бразилия.

## Описание
Мелкие пчёлы, длина тела около 5 мм. Тело слабопушенное, металлически блестящее с грубой скульптурой, окраска более буроватая с сильным сине-фиолетовым отблеском на голове, мезоскутуме и брюшке; скапус красновато-коричневый. Рисунок на лице, состоит из трёх жёлтых пятен: одна большая эллиптическая продольная макуляция в средней параокулярной области, простирающаяся вверх и вниз от уровня антеннальной впадины, не достигая высоты верхней части эпистомального шва; и одно срединное продольное субтреугольное пятно, занимающее большую площадь наличника; супраклипеальная ровная приподнятая поверхность подпрямоугольная; лоб ниже остальной части головы.

## Классификация
Вид был впервые описан в 1910 году немецким энтомологом Генрихом Фризе (Heinrich Friese; 1860—1948), а его валидный статус подтверждён в 2020 году в ходе ревизии, проведённой энтомологом Фавизией Де Оливейра (Favízia Freitas de Oliveira) вместе с коллегами из Бразилии (Universidade Federal da Bahia, Салвадор, Баия, Бразилия). Включён в состав подрода C. (Ceratinula).